# Oscar Garrido
Oscar Ariel Garrido Bigolin (Luzuriaga, Argentina; 20 de agosto de 1997) es un futbolista argentino. Juega de lateral derecho y su equipo actual es el CA Colón de la Primera B Nacional, a préstamo desde Instituto (Córdoba) .

## Trayectoria
Nacido en Luzuriaga, Garrido comenzó su carrera en 2017 en el Deportivo Maipú.
En 2018 fue transferido al GyE Mendoza, donde disputó cuatro temporadas en la Primera B Nacional.
En enero de 2023, el lateral fichó en el Instituto de Córdoba, recién ascendido a la Primera División.
El 23 de enero de 2024, fue cedido al Central Córdoba (SdE). A medidos de temporada fue cedido al CA Colón de la Primera B Nacional.

## Estadísticas
Actualizado al último partido disputado el 3 de julio de 2023.
| Club                          | Div.          | Temporada     | Liga  | Liga  | Copas nacionales | Copas nacionales | Copas internacionales | Copas internacionales | Total | Total |
| Club                          | Div.          | Temporada     | Part. | Goles | Part.            | Goles            | Part.                 | Goles                 | Part. | Goles |
| ----------------------------- | ------------- | ------------- | ----- | ----- | ---------------- | ---------------- | --------------------- | --------------------- | ----- | ----- |
| Deportivo Maipú Argentina     | 3.ª           | 2016-17       | 8     | 0     | 0                | 0                | —                     | —                     | 8     | 0     |
| Deportivo Maipú Argentina     | 3.ª           | 2017-18       | 6     | 0     | 1                | 0                | —                     | —                     | 7     | 0     |
| Deportivo Maipú Argentina     | Total club    | Total club    | 14    | 0     | 1                | 0                | 0                     | 0                     | 15    | 0     |
| GyE Mendoza Argentina         | 2.ª           | 2019-20       | 0     | 0     | 0                | 0                | —                     | —                     | 0     | 0     |
| GyE Mendoza Argentina         | 2.ª           | 2020-21       | 8     | 0     | 0                | 0                | —                     | —                     | 8     | 0     |
| GyE Mendoza Argentina         | 2.ª           | 2021          | 28    | 2     | 0                | 0                | —                     | —                     | 28    | 2     |
| GyE Mendoza Argentina         | 2.ª           | 2022          | 33    | 1     | 1                | 0                | —                     | —                     | 34    | 1     |
| GyE Mendoza Argentina         | Total club    | Total club    | 69    | 3     | 1                | 0                | 0                     | 0                     | 71    | 3     |
| Instituto (Córdoba) Argentina | 1.ª           | 2023          | 9     | 0     | 0                | 0                | —                     | —                     | 9     | 0     |
| Instituto (Córdoba) Argentina | Total club    | Total club    | 9     | 0     | 0                | 0                | 0                     | 0                     | 9     | 0     |
| Total carrera                 | Total carrera | Total carrera | 92    | 3     | 2                | 0                | 0                     | 0                     | 94    | 3     |